# Parapexopsis cephalotes
Parapexopsis cephalotes là một loài ruồi trong họ Tachinidae.